# عقد 1140
عقد 1140 هو عقد امتد بين 1 يناير 1140 و31 ديسمبر 1149 بحسب التقويم الميلادي. سبقه عقد 1130 ولحقه عقد 1150.

## أحداث
- معركة بصرى (1147)
- معركة جنجالة (1146)
- معركة جبل قدموس (1148)
- معركة وادي مندريس الأصغر (1147)
- معاهدة زامورا (1143)
- معركة إفسوس (1147)
- معركة المصلى (1145)
- غزوة شنترين (1147)
- معركة لنكولن الأولى (1141)
- معركة أنب (1149)
- معركة ضورليم الثانية (1147)

## مواليد
- محمد بن منصور الحلي (1148)
- ماري من فرنسا، كونتيسة شامبانيا (1145)
- فريد الدين العطار (1142)
- ابن الأثير الكاتب (1149)
- سعيد بن المبارك (1147)
- عبد الغني المقدسي (1146)
- جيرالد الويلزي (1146)
- ابن جبير (1145)
- فيليب الأول، كونت فلاندرز (1142)
- كونراد من مونفيراتو (1146)
- شهاب الدين عمر السهروردي (1145)

## وفيات
- فالكو من بينيفينتو (1144)
- يهوذا اللاوي (1141)
- ابن أبي الخصال (1146)
- نجم الدين عمر النسفي (1142)
- كلمينتيا من آكيتاين (1142)
- ألكسيوس كومنينوس (1142)
- ألكسندر من تيليزي (1143)
- إينوسنت الثاني (1143)
- ابن عطية الأندلسي (1146)
- فسيفولود الثاني (1146)
- علي بن يوسف بن تاشفين (1143)

## كتب
- Yves Denis Papin (1998). Chronologie de l'histoire ancienne. Lieu de publication non identifié: Éditions Jean-paul Gisserot. ISBN:2-87747-346-5. OCLC:40746926. مؤرشف من الأصل في 2022-03-16.
- موسوعة حضارة العالم (2002) لأحمد محمد عوف.

## روابط خارجية
- تصفح سنة بسنة عقد 1140 على موقع onthisday.com
- تصفح سنة بسنة عقد 1140 ابتداءً من سنة عقد 1140 على موقع المكتبة الوطنية الفرنسية